# Рукометна репрезентација Словачке
Рукометна репрезентација Словачке је национални тим Словачке у рукомету, који је под окриљем Рукометног савеза Словачке.
После распада Чехословачке екипа Словачке се теже снашла од екипе Чешке. Требало је проћи дуже време да би се словачки рукометаши нашли међу најбољима. Почело се од млађих генерација које у сазревале и данас их је све више у немачкој француској и шпанској рукометној лиги.
Од великих такмичења играли су два пута на Европском првенству. Дебитовали су на Светском првенству 2009. у Хрватској и освојили 10. место. То је био велики успех с обзиром да је њихов пласман на првенство био велика сензација када су у доигравању победили репрезентацију Словеније. На Светском првенству су по други пут учествовали 2011. у Шведској и заузели 17. место.
На Олимпијским играма до данас нису учествовали.

## Учешћа на међународним такмичењима

### Светска првенства
| Првенство | Пласман               | ИГ                    | П                     | Н                     | И                     | ГД                    | ГП                    |
| --------- | --------------------- | --------------------- | --------------------- | --------------------- | --------------------- | --------------------- | --------------------- |
| 1993—2007 | Није се квалификовала | Није се квалификовала | Није се квалификовала | Није се квалификовала | Није се квалификовала | Није се квалификовала | Није се квалификовала |
| 2009.     | 10. место             | 9                     | 4                     | 1                     | 4                     | 253                   | 231                   |
| 2011.     | 17. место             | 7                     | 2                     | 1                     | 4                     | 205                   | 224                   |
| 2013—2023 | Није се квалификовала | Није се квалификовала | Није се квалификовала | Није се квалификовала | Није се квалификовала | Није се квалификовала | Није се квалификовала |
| Укупно    | 2/18                  | 16                    | 6                     | 2                     | 8                     | 458                   | 457                   |

### Европска првенства
| Првенство | Пласман               | ИГ                    | П                     | Н                     | И                     | ГД                    | ГП                    |
| --------- | --------------------- | --------------------- | --------------------- | --------------------- | --------------------- | --------------------- | --------------------- |
| 1994—2002 | Није се квалификовала | Није се квалификовала | Није се квалификовала | Није се квалификовала | Није се квалификовала | Није се квалификовала | Није се квалификовала |
| 2006.     | 16. место             | 3                     | 0                     | 0                     | 3                     | 72                    | 100                   |
| 2008.     | 16. место             | 3                     | 0                     | 0                     | 3                     | 78                    | 101                   |
| 2012.     | 16. место             | 3                     | 0                     | 1                     | 2                     | 70                    | 92                    |
| 2014—2020 | Није се квалификовала | Није се квалификовала | Није се квалификовала | Није се квалификовала | Није се квалификовала | Није се квалификовала | Није се квалификовала |
| 2022      | 18. место             | 3                     | 1                     | 0                     | 2                     | 83                    | 97                    |
| Укупно    | 4/18                  | 12                    | 1                     | 1                     | 10                    | 323                   | 390                   |

## Састав рукометне репрезентације наСП 2011.
| Бр. | Име               | Поз. | Клуб            | Датум              | Висина | Теж | Играо | Гол. |
| --- | ----------------- | ---- | --------------- | ------------------ | ------ | --- | ----- | ---- |
|     |                   |      |                 |                    |        |     |       |      |
| 1   | Теодор Паул       | Г    | Плет Будимпешта | 22. април 1987     | 195    | 90  | 25    | 0    |
| 4   | Петер Кукучка     | СБ   | Кадетен         | 20. јул 1982       | 190    | 90  | 79    | 286  |
| 5   | Франтишек Шулц    | ЛБ   | Пик Сегед       | 13. децембар 1978  | 186    | 90  | 60    | 249  |
| 6   | Петер Тумидалски  | СБ   | Татран Прешов   | 19. октобар 1979   | 200    |     | 55    | 87   |
| 7   | Јурај Нижњан      | СБ   | Барнбах         | 6. октобар 1983    | 193    | 96  | 33    | 31   |
| 9   | Данијел Вало      | ДБ   | РК Вецлар       | 7. мај 1979        | 203    | 110 | 120   | 491  |
| 10  | Михал Копчо       | П    | РК Загреб       | 27. јануар 1988    | 200    | 115 | 34    | 55   |
| 12  | Рихард Штохл      | Г    | Монпеље         | 17. децембар 1975  | 200    | 95  | 197   | 7    |
| 13  | Ладислав Тархаи   | СБ   | Винтерзхур      | 24. фебруар 1985   | 195    |     | 23    | 56   |
| 14  | Андреј Петро      | П    | Кечкемети       | 26. јануар 1986    | 199    | 118 | 46    | 70   |
| 17  | Мартин Мазак      | П    | Ференцварош     | 17. април 1984     | 190    |     | 20    | 14   |
| 20  | Томаш Урбан       | ДК   | Ференцварош     | 17. септембар 1989 | 185    | 85  | 34    | 57   |
| 22  | Томаш Страњовски  | ДК   | РК Пик Сегед    | 29. септембар 1980 | 180    | 84  | 104   | 233  |
| 23  | Радослав Антл     | ЛК   | Татран Прешов   | 2. март 1978       | 179    | 80  | 117   | 453  |
| 24  | Мартин Страњовски | ЛК   | Адемар          | 12. септембар 1985 | 188    | 82  | 71    | 248  |
| 30  | Мартин Прамук     | Г    | Винтертхур      | 14. март 1976      | 193    |     | 36    | 0    |

Селектор: Золтан Хеистер